# Herregårde i Svendborg Amt
Herregårde i Svendborg Amt.
Før kommunalreformen i 1970 bestod amtet af 6 herreder:

## Vindinge Herred
- Biskopstorp (Skellerup Sogn)
- Hellerup
- Hindemae
- Holckenhavn
- Juulskov
- Juelsberg
- Lykkesholm (avlsgård)
- Ravnholt (Herrested Sogn)
- Rørbæk
- Risinge
- Ørbæklunde

## Gudme Herred
- Anhof
- Boltinggaard
- Broholm
- Glorup slot
- Hesselagergård
- Krumstrup
- Lammehave (Ringe Sogn)
- Mullerup (Gudbjerg Sogn)
- Rygård
- Rynkebygård
- Tiselholt
- Tøjstrup (Ryslinge Sogn)
- Vejstrupgård

## Sallinge Herred
- Arreskov
- Brahetrolleborg
- Brobygård
- Brændegård
- Damsbo
- Fjællebro (Herringe Sogn)
- Flintholm (Hundstrup Sogn)
- Gelskov
- Holstenshus
- Hvedholm Slot
- Langeskov (Hundstrup Sogn)
- Lundegård (Nørre Broby Sogn)
- Margrethesminde (Ulbølle Sogn)
- Nakkebølle
- Nordskov (Gestelev Sogn)
- Nybøllegård (Hillerslev Sogn)
- Rødkilde (Ulbølle Sogn)
- Sandholt
- Stensgård (Svanninge Sogn)
- Søbo (Jordløse Sogn)
- Vejlegård
- Ølsted (Sønder Broby Sogn)
- Østrupgård (Håstrup Sogn)

## Sunds Herred
- Bjørnemose
- Egeskov Slot
- Hvidkilde
- Klingstrup
- Ny Klingstrup
- Kroghenlund
- Langkildegård
- Lehnskov
- Løjtved Gods
- Nielstrup
- Skjoldemose (Stenstrup Sogn)
- Valdemars Slot
- Heldagergård Tved Sogn

## Langelands Nørre Herred
- Biskopstorp (Simmerbølle Sogn)
- Charlottenlund (Hou Sogn)
- Egeløkke (Bøstrup Sogn)
- Fårevejle (Skrøbelev Sogn)
- Nedergård (Bøstrup Sogn)
- Steensgård
- Tranekær Slot

## Langelands Sønder Herred
- Broløkke
- Frederiksberg (Humble Sogn)
- Hjortholm
- Holmegård
- Lykkesholm (Tryggelev Sogn)
- Møllegård (Longelse Sogn)
- Nordenbrogård
- Skovsbo
- Skovsgård (Humble Sogn)
- Søgaard
- Vestergaard